# Record argentini di atletica leggera
I record argentini di atletica leggera rappresentano le migliori prestazioni di atletica leggera stabilite dagli atleti di nazionalità argentina e ratificate dalla Confederación Argentina de Atletismo.

## Outdoor

### Maschili
| Specialità             | Prestazione | Atleta                                                                              | Data              | Evento                                 | Luogo                          | Note   |
| ---------------------- | --- | ----------------------------------------------------------------------------------- | ----------------- | -------------------------------------- | ------------------------------ | ------ |
| 100 m                  | 10.11 (+0.5 m/s) | Franco Florio                                                                       | 29 settembre 2022 | Campionati Sudamericani U23            | Cascavel, Brasile              | [ 1 ]  |
| 100 m                  | 10.1 (+1.3 m/s) ht | Carlos Gats                                                                         | 1 ottobre 1994    |                                        | Buenos Aires, Argentina        |        |
| 200 m                  | 20.37 (+ 0.7 m/s) | Carlos Gats                                                                         | 18 luglio 1998    | Campionati ibero-americani             | Lisbona, Portogallo            |        |
| 400 m                  | 45.34 | Elián Larregina                                                                     | 8 luglio 2023     | Guldensporenmeeting                    | Courtrai, Belgio               |        |
| 400 m                  | 45.27 # | Elián Larregina                                                                     | 11 maggio 2024    | Campionati Ibero-americani             | Cuiabá, Brasile                | [ 2 ]  |
| 400 m                  | 44.93 # | Elián Larregina                                                                     | 21 giugno 2024    | Meeting de Atletismo Madrid            | Madrid, Spagna                 | [ 3 ]  |
| 800 m                  | 1:46.01 | Luis Migueles                                                                       | 14 giugno 1986    |                                        | Bratislava, Cecoslovacchia     |        |
| 1000 m                 | 2:21.9 | Luis Migueles                                                                       | 7 maggio 1986     |                                        | Praga, Cecoslovacchia          |        |
| 1500 m                 | 3:36.18 | Federico Bruno                                                                      | 29 giugno 2021    | Trofeo Diputacion de Castellón         | Castellón de la Plana, Spagna  |        |
| Miglio                 | 3:59.27 | Federico Bruno                                                                      | 31 marzo 2021     |                                        | Concordia, Argentina           |        |
| 2000 m                 | 5:07.94 | Javier Carriqueo                                                                    | 15 marzo 2008     |                                        | Mar del Plata, Argentina       |        |
| 3000 m                 | 7:49.54 | Javier Carriqueo                                                                    | 4 agosto 2009     |                                        | Mataró, Spagna                 |        |
| 5000 m                 | 13:11.57 | Federico Bruno                                                                      | 21 aprile 2023    | Payton Jordan Invitational             | Palo Alto, Stati Uniti         |        |
| 10000 m                | 27:38.72 | Antonio Silio                                                                       | 26 settembre 1993 | Memorial Van Damme                     | Bruxelles, Belgio              |        |
| 10 km (strada)         | 27:52 | Antonio Silio                                                                       | 19 agosto 1990    |                                        | Copenaghen, Danimarca          |        |
| 15 km (strada)         | 42:59 | Antonio Silio                                                                       | 27 settembre 1998 | Campionati del mondo di mezza maratona | Uster, Svizzera                |        |
| 1 ora                  | 19655 m+ | Joaquin Arbe                                                                        | 18 giugno 2022    |                                        | Buenos Aires, Argentina        |        |
| 20000 m (pista)        | 1:01:06.5 | Joaquin Arbe                                                                        | 18 giugno 2022    |                                        | Buenos Aires, Argentina        |        |
| 20 km (strada)         | 57:28 | Antonio Silio                                                                       | 27 settembre 1998 | Campionati del mondo di mezza maratona | Uster, Svizzera                |        |
| Mezza maratona         | 1:00:45 | Antonio Silio                                                                       | 27 settembre 1998 | Campionati del mondo di mezza maratona | Uster, Svizzera                |        |
| 25 km (strada)         | 1:16.06+ | Eulalio Muñoz                                                                       | 24 settembre 2023 | Berlin Marathon                        | Berlino, Germania              | [ 4 ]  |
| 30 km (strada)         | 1:31.30 | Antonio Silio                                                                       | 3 marzo 1996      |                                        | Ōtsu, Giappone                 |        |
| Maratona               | 2:09:36 | Joaquin Arbe                                                                        | 5 dicembre 2021   | Maratona di Valencia                   | Valencia, Spagna               |        |
| 110 m ostacoli         | 13.74 (+1.8 m/s) | Agustín Carrera                                                                     | 26 gennaio 2014   | Pre Odesur I                           | Buenos Aires, Argentina        |        |
| 110 m ostacoli         | 13.74 (-1.5 m/s) | Agustín Carrera                                                                     | 2 agosto 2014     | Campionati ibero-americani             | San Paolo del Brasile, Brasile |        |
| 400 m ostacoli         | 49.28 A | Guillermo Ruggeri                                                                   | 7 giugno 2018     | Giochi sudamericani                    | Cochabamba, Bolivia            |        |
| 2000 m siepi           | 5:25.69 | Marcelo Cascabelo                                                                   | 17 giugno 1992    |                                        | Verona, Italia                 |        |
| 3000 m siepi           | 8:25.63 | Marcelo Cascabelo                                                                   | 4 giugno 1989     |                                        | Belgrado, Yugoslavia           |        |
| Salto in alto          | 2.25 m A | Fernando Pastoriza                                                                  | 23 luglio 1988    |                                        | Città del Messico, Messico     |        |
| Salto in alto          | 2.25 m | Erasmo Jara                                                                         | 11 maggio 2002    |                                        | Rosario, Argentina             |        |
| Salto in alto          | 2.25 m A | Carlos Layoy                                                                        | 6 giugno 2018     | Giochi sudamericani                    | Cochabamba, Bolivia            | [ 6 ]  |
| Salto con l'asta       | 5.75 m | Germán Chiaraviglio                                                                 | 21 luglio 2015    | Giochi panamericani                    | Toronto, Canada                | [ 7 ]  |
| Salto in lungo         | 7.77 m (+0.9 m/s) | Eric Kerwitz                                                                        | 6 dicembre 2003   |                                        | Rosario, Argentina             |        |
| Salto triplo           | 16.51 m (+1.2 m/s) | Maximiliano Díaz                                                                    | 4 giugno 2011     | Campionati Sudamericani                | Buenos Aires, Argentina        | [ 8 ]  |
| Getto del peso         | 21.26 m | Germán Lauro                                                                        | 10 maggio 2013    | Qatar Athletic Super Grand Prix        | Doha, Qatar                    |        |
| Lancio del disco       | 66.32 m | Jorge Balliengo                                                                     | 15 aprile 2006    |                                        | Rosario, Argentina             |        |
| Lancio del martello    | 76.42 m | Juan Ignacio Cerra                                                                  | 25 luglio 2001    |                                        | Trieste, Italia                |        |
| Lancio del giavellotto | 83.32 m | Braian Toledo                                                                       | 24 agosto 2015    | Campionati del mondo                   | Pechino, Cina                  | [ 9 ]  |
| Decathlon              | 8291 pts A (ht) # | Tito Steiner                                                                        | 22–23 giugno 1983 |                                        | Provo, Stati Uniti d'America   |        |
| Decathlon              | 10.8 (100 m), 7.45 m (lungo), 16.35 m (peso), 2.04 m (alto), 49.0 (400 m) / 14.1 (110 m h), 50.02 m (disco), 4.56 m (asta), 61.50 m (giavellotto), 4:51.6 (1500 m)    |                                                                                     |                   |                                        |                                |        |
| Decathlon              | 8105 pts | Tito Steiner                                                                        | 4–5 aprile 1979   | Texas Relays                           | Austin, Stati Uniti d'America  |        |
| Decathlon              | 11.26 (100 m), 7.09 m (lungo), 15.90 m (peso), 2.02 m (alto), 49.57 (400 m) / 14.98 (110 m h), 44.54 m (disco), 4.51 m (asta), 65.36 m (giavellotto), 4:26.7 (1500 m) |                                                                                     |                   |                                        |                                |        |
| Marcia 10000 m (pista) | 40:05.03 | Juan Manuel Cano                                                                    | 20 giugno 2014    |                                        | Rosario, Argentina             |        |
| Marcia 10 km (strada)  | 40:35+ | Juan Manuel Cano                                                                    | 4 agosto 2012     | Giochi Olimpici                        | Londra, Regno Unito            | [ 11 ] |
| Marcia 20000 m (pista) | 1:22:18.5 | Juan Manuel Cano                                                                    | 25 gennaio 2014   |                                        | Buenos Aires, Argentina        |        |
| Marcia 20 km (strada)  | 1:22:10 | Juan Manuel Cano                                                                    | 4 agosto 2012     | Giochi Olimpici                        | Londra, Regno Unito            | [ 12 ] |
| Marcia 50000 m (pista) | 4:14:28.5 | Jorge Loréfice Benjamín Loréfice                                                    | 9 maggio 1993     |                                        | Buenos Aires, Argentina        |        |
| Marcia 50 km (strada)  | 4:17:03 | Jorge Loréfice Benjamín Loréfice                                                    | 3 novembre 1991   |                                        | Mar del Plata, Argentina       |        |
| Staffetta 4×100 m      | 39.85 | Argentina Miguel Wilken Mariano Jiménez Matías Robledo Pablo del Valle              | 24 ottobre 2010   |                                        | Santiago del Cile, Cile        | [ 13 ] |
| Staffetta 4×200 m      | 1:28.6 | Argentina Enrique Alberto Kistenmacher Jaime Itlman Fernando Mata Fernando Lapuente | 16 maggio 1948    |                                        | Buenos Aires, Argentina        | [ 14 ] |
| Staffetta 4×400 m      | 3:04.39 | Argentina Pedro Emmert Bruno de Genaro Matias Falchetti Elián Larregina             | 1 ottobre 2022    | Campionati Sudamericani U23            | Cascavel, Brasile              |        |
| Staffetta 4×800 m      | 7:50.4 | Argentina Franco Dallamora Guillermo Piccioni Alberto Cavanna Carlos Mathon         | 1 dicembre 1972   |                                        | Buenos Aires, Argentina        | [ 14 ] |
| Staffetta 4×1500 m     | 15:49.0 | Squadra mista Oscar Cortinez Alejandro Torres Leonardo Malgor Damián Pérez          | 11 settembre 1993 |                                        | Buenos Aires, Argentina        |        |

### Femminili
| Specialità             | Prestazione | Atleta                                                                               | Data                          | Evento                                                  | Luogo                                            | Note   |
| ---------------------- | --- | ------------------------------------------------------------------------------------ | ----------------------------- | ------------------------------------------------------- | ------------------------------------------------ | ------ |
| 100 m                  | 11.40 (+1.7 m/s) A | María Victoria Woodward                                                              | 13 maggio 2018                | Grand Prix Sudamericano "Julia Iriarte"                 | Cochabamba, Bolivia                              |        |
| 200 m                  | 22.94 A | Beatriz Allocco                                                                      | 11 novembre 1978              | Giochi della Croce del Sud                              | La Paz, Bolivia                                  |        |
| 400 m                  | 52.50 | Olga Conte                                                                           | 22 marzo 1997                 |                                                         | Buenos Aires, Argentina                          |        |
| 400 m                  | 52.2 ht | Olga Conte                                                                           | 5 maggio 1990                 |                                                         | Santa Fe, Argentina                              |        |
| 800 m                  | 2:02.88 | Marta Orellana                                                                       | 24 marzo 1995                 |                                                         | Mar del Plata, Argentina                         |        |
| 1000 m                 | 2:43.61 | Mariana Borelli                                                                      | 20 novembre 2021              |                                                         | Mar del Plata, Argentina                         | [ 15 ] |
| 1500 m                 | 4:11.71 | Carolina Lozano                                                                      | 16 maggio 2016                | Campionati ibero-americani                              | Rio de Janeiro, Brasile                          | [ 16 ] |
| Miglio                 | 4:37.14 | Mariana Borelli                                                                      | 15 maggio 2021                |                                                         | Mar del Plata, Argentina                         | [ 17 ] |
| 3000 m                 | 9:10.24 | Florencia Borelli                                                                    | 29 luglio 2022                | Murphey Classic                                         | Memphis, Stati Uniti                             |        |
| 5000 m                 | 15:23.83 | Florencia Borelli                                                                    | 3 giugno 2022                 | BoXX United Manchester World Athletics Continental Tour | Manchester, Regno Unito                          |        |
| 10000 m                | 31:33.07# | Florencia Borelli                                                                    | 16 marzo 2024                 | The TEN Meeting                                         | San Juan Capistrano, Stati Uniti                 | [ 18 ] |
| 10 km (strada)         | 32:27 | Florencia Borelli                                                                    | 27 agosto 2023                | 21K Buenos Aires Ñandú                                  | Buenos Aires, Argentina                          | [ 19 ] |
| 15000 m (pista)        | 53:43.0+ | Chiara Mainetti                                                                      | 18 giugno 2022                |                                                         | Buenos Aires, Argentina                          |        |
| 15 km (strada)         | 48:55+ | Florencia Borelli                                                                    | 21 agosto 2022                | Campionati sudamericani di mezza maratona               | Buenos Aires, Argentina                          | [ 20 ] |
| Mezza maratona         | 1:09:28 | Florencia Borelli                                                                    | 27 agosto 2023                | 21K Buenos Aires Ñandú                                  | Buenos Aires, Argentina                          | [ 19 ] |
| 25 km (strada)         | 1:27:05+ | Florencia Borelli                                                                    | 20 febbraio 2022              | Sevilla Marathon                                        | Siviglia, Spagna                                 |        |
| 25 km (strada)         | 1:24:56+# | Florencia Borelli                                                                    | 18 febbraio 2024              | Sevilla Marathon                                        | Siviglia, Spagna                                 | [ 21 ] |
| 30 km (strada)         | 1:44:25+ | Florencia Borelli                                                                    | 20 febbraio 2022              | Sevilla Marathon                                        | Siviglia, Spagna                                 |        |
| 30 km (strada)         | 1:41:42+# | Florencia Borelli                                                                    | 18 febbraio 2024              | Sevilla Marathon                                        | Siviglia, Spagna                                 | [ 21 ] |
| Maratona               | 2:26:54 | Florencia Borelli                                                                    | 20 febbraio 2022              | Sevilla Marathon                                        | Siviglia, Spagna                                 |        |
| Maratona               | 2:24:18 | Florencia Borelli                                                                    | 18 febbraio 2024              | Sevilla Marathon                                        | Siviglia, Spagna                                 | [ 21 ] |
| 100 m ostacoli         | 13.28 (+1.2 m/s) | Verónica Depaoli                                                                     | 30 luglio 1999                | Giochi panamericani                                     | Winnipeg, Canada                                 |        |
| 400 m ostacoli         | 55.88 | Fiorella Chiappe                                                                     | 8 luglio 2018                 | Campionati belgi                                        | Bruxelles, Belgio                                |        |
| 3000 m siepi           | 9:25.99 | Belén Casetta                                                                        | 11 agosto 2017                | Campionati mondiali                                     | Londra, Regno Unito                              |        |
| Salto in alto          | 1.96 m | Solange Witteveen                                                                    | 8 settembre 1997              |                                                         | Oristano, Italia                                 |        |
| Salto in alto          | 1.97 m X | Solange Witteveen                                                                    | 19 maggio 2001                | Campionati sudamericani                                 | Manaus, Brasile                                  | [ 22 ] |
| Salto con l'asta       | 4.43 m | Alejandra García                                                                     | 3 aprile 2004                 |                                                         | Santa Fe, Argentina                              |        |
| Salto in lungo         | 6.61 m (+1.5 m/s) 6.61 m (+2.0 m/s) | Andrea Ávila                                                                         | 23 maggio 1993 10 aprile 1999 |                                                         | Buenos Aires, Argentina Mar del Plata, Argentina |        |
| Salto triplo           | 13.91 m (+1.3 m/s) | Andrea Ávila                                                                         | 3 luglio 1993                 | Campionati sudamericani                                 | Lima, Peru                                       |        |
| Getto del peso         | 16.59 m | Rocío Comba                                                                          | 22 luglio 2006                |                                                         | São Caetano do Sul, Brasile                      |        |
| Lancio del disco       | 62.77 m | Rocío Comba                                                                          | 12 maggio 2013                | Grande Prêmio Brasil Caixa                              | Belém, Brasile                                   | [ 23 ] |
| Lancio del martello    | 73.74 m | Jennifer Dahlgren                                                                    | 10 aprile 2010                |                                                         | Buenos Aires, Argentina                          | [ 24 ] |
| Lancio del giavellotto | 56.18 m | Romina Maggi                                                                         | 14 aprile 2004                |                                                         | Rosario, Argentina                               |        |
| Eptathlon              | 5815 pts | Fiorella Chiappe                                                                     | 4-5 marzo 2017                | Campionati per club eventi multipli                     | Buenos Aires, Argentina                          |        |
| Eptathlon              | 13.72 (0.2 m/s) (100 m h), 1.76 m (alto), 11.33 m (peso), 24.70 (-1.1 m/s) (200 m) / 6.25 m (+0.6 m/s) (lungo), 33.41 m (giavellotto), 2:16.68 (800 m) |                                                                                      |                               |                                                         |                                                  |        |
| Decathlon              | 6570 pts # | Andrea Bordalejo                                                                     | 27–28 novembre 2004           |                                                         | Rosario, Argentina                               |        |
| Decathlon              | (100 m), (disco), (asta), (giavellotto), (400 m) / (100 m h), (lungo), (peso), (alto), (1500 m)                                                        |                                                                                      |                               |                                                         |                                                  |        |
| Marcia 5000 m (pista)  | 23:47.84 | Marcia Irastorza                                                                     | 29 aprile 2012                |                                                         | Asuncion, Paraguay                               |        |
| Marcia 10000 m (pista) | 49:58.17 | Renata Zanatta                                                                       | 2 novembre 2018               |                                                         | Mar del Plata, Argentina                         |        |
| Marcia 10 km (strada)  | 51:34 | Lidia Ojeda de Carriego                                                              | 8 dicembre 1990               |                                                         | Buenos Aires, Argentina                          |        |
| Marcia 20000 m (pista) | 1:46:31.7 (ht) | Daiana Belén Luján                                                                   | 5 giugno 2011                 | Campionati sudamericani                                 | Buenos Aires, Argentina                          |        |
| Marcia 20 km (strada)  | 1:48:30 | Lidia Ojeda de Carriego                                                              | 16 settembre 1990             |                                                         | Buenos Aires, Argentina                          |        |
| Staffetta 4×100 m      | 44.90 A | Argentina Belkis Fava Angela Godoy Liliana Cragno Beatriz Allocco                    | 20 ottobre 1975               | Giochi panamericani                                     | Città del Messico, Messico                       |        |
| Staffetta 4×200 m      | 1:41.7 # | Club Athlético Olimpia Liliana Rosa Cragno Graciela Pinto Adriana Vives Ángela Godoy | 18 novembre 1973              |                                                         | Buenos Aires, Argentina                          | [ 14 ] |
| Staffetta 4×400 m      | 3:35.96 A | Argentina María Ayelén Diogo Valeria Baron Noelia Martínez Fiorella Chiappe          | 8 giugno 2018                 | Giochi sudamericani                                     | Cochabamba, Bolivia                              |        |
| Staffetta 4×800 m      | 9:35.0 | Argentina Olga Caccaviello Iris Fernández Liliana Angelucci Graciela Escalada        | 21 agosto 1977                |                                                         | Buenos Aires, Argentina                          | [ 14 ] |
| Staffetta 4×1500 m     | 20:11.0 | Argentina Olga Caccaviello Iris Fernández Liliana Angelucci Beatriz Vázquez          | 21 agosto 1977                |                                                         | Buenos Aires, Argentina                          | [ 14 ] |

### Misti
| Specialità      | Prestazione | Atleta                                                                                         | Data           | Evento                  | Luogo              | Note |
| --------------- | ----------- | ---------------------------------------------------------------------------------------------- | -------------- | ----------------------- | ------------------ | ---- |
| Staffetta 4x400 | 3:23.77     | [[Jorge Polanco\| Argentina]] Leandro Paris María Ayelén Diogo Noelia Martínez Elián Larregina | 30 maggio 2021 | Campionati sudamericani | Guayaquil, Ecuador |      |

## Indoor

### Maschili
| Specialità        | Prestazione                                                                                                 | Atleta                                                                  | Data               | Evento                             | Luogo                               | Note   |
| ----------------- | --- | ----------------------------------------------------------------------- | ------------------ | ---------------------------------- | ----------------------------------- | ------ |
| 50 m              | 5.83 | Jorge Polanco                                                           | 5 febbraio 1997    |                                    | Madrid, Spagna                      |        |
| 60 m              | 6.69 | Jorge Polanco                                                           | 8 febbraio 1997    |                                    | Madrid, Spagna                      |        |
| 200 m             | 21.08 | Carlos Gats                                                             | 5 marzo 1999       | Campionati del mondo               | Maebashi, Giappone                  |        |
| 400 m             | 47.52 A | Elián Larregina                                                         | 1 febbraio 2020    | Campionati sudamericani            | Cochabamba, Bolivia                 | [ 25 ] |
| 400 m             | 46.37#A | Elián Larregina                                                         | 28 gennaio 2024    | Campionati sudamericani            | Cochabamba, Bolivia                 |        |
| 800 m             | 1:49.00 | Luis Migueles                                                           | 8 marzo 1991       | Campionati del mondo               | Siviglia, Spagna                    |        |
| 1000 m            | 2:23.31 | Luis Migueles                                                           | 13 febbraio 1991   |                                    | Madrid, Spagna                      |        |
| 1500 m            | 3:38.03 | Federico Bruno                                                          | 8 febbraio 2022    | Meeting Internacional de Catalunya | [[Sabadell\| Sabadell]], Spagna     |        |
| Miglio            | 4:04.97 | Pedro Cáceres                                                           | 1 febbraio 1986    |                                    | Indianapolis, Stati Uniti d'America |        |
| 2000 m            | 5:09.61 | Federico Bruno                                                          | 26 gennaio 2013    |                                    | Bordeaux, Francia                   | [ 26 ] |
| 3000 m            | 7:47.21 | Federico Bruno                                                          | 25 gennaio 2023    | Meeting Internacional de Valencia  | Valencia, Spagna                    | [ 27 ] |
| 5000 m            | 13:42.54 | Antonio Silio                                                           | 20 febbraio 1990   |                                    | San Sebastián, Spagna               |        |
| 50 m ostacoli     | 6.8 (ht) | Albert Triulzi                                                          | 12 agosto 1946     |                                    | Buenos Aires, Argentina             |        |
| 60 m ostacoli     | 7.85A | Agustín Carrera                                                         | 20 febbraio 2022   | Campionati sudamericani            | Cochabamba, Bolivia                 | [ 28 ] |
| Salto in alto     | 2.16 m A | Carlos Layoy                                                            | 2 febbraio 2020    | Campionati sudamericani            | Cochabamba, Bolivia                 |        |
| Salto in alto     | 2.16 m A | Carlos Layoy                                                            | 20 febbraio 2022   |                                    | Cochabamba, Bolivia                 |        |
| Salto con l'asta  | 5.60 m | Germán Chiaraviglio                                                     | 10 febbraio 2007   |                                    | Donec'k, Ucraina                    |        |
| Salto con l'asta  | 5.60 m | Germán Chiaraviglio                                                     | 20 febbraio 2016   |                                    | Glasgow, Regno Unito                |        |
| Salto in lungo    | 7.24 m | Santiago Lorenzo                                                        | 27 gennaio 2001    |                                    | Cedar Falls, Stati Uniti d'America  |        |
| Salto in lungo    | 7.24 m | Joel dos Santos                                                         | 14 gennaio 2022    |                                    | Topeka, Stati Uniti d'America       |        |
| Salto triplo      | 16.52 mA | Maximiliano Díaz                                                        | 2 febbraio 2020    | Campionati sudamericani            | Cochabamba, Bolivia                 |        |
| Getto del peso    | 21.04 m | Germán Lauro                                                            | 25 febbraio 2014   | Prague Indoor                      | Praga, Repubblica Ceca              | [ 29 ] |
| Eptathlon         | 5608 pts | Santiago Lorenzo                                                        | 25–26 gennaio 2002 |                                    | Madison, Stati Uniti d'America      |        |
| Eptathlon         | 7.21 (60 m), 7.11 m (lungo), 14.12 m (peso), 1.91 m (alto) / 8.45 (60 m h), 4.90 m (asta), 2:51.66 (1000 m) |                                                                         |                    |                                    |                                     |        |
| Marcia 5000 m     | |                                                                         |                    |                                    |                                     |        |
| Staffetta 4x400 m | 3:29.45 A                                                                                                   | ArgentinaFranco Florio Maximiliano Díaz Agustín Carrera Elián Larregina | 2 febbraio 2020    | Campionati sudamericani            | Cochabamba, Bolivia                 |        |

### Femminil
| Event                                      | Record            | Athlete                                                                     | Date             | Evento                                          | Place                              | Ref    |
| ------------------------------------------ | ----------------- | --------------------------------------------------------------------------- | ---------------- | ----------------------------------------------- | ---------------------------------- | ------ |
| 50 m                                       | 6.4 (ht)          | Beatriz Allocco                                                             | 17 agosto 1973   |                                                 | Buenos Aires, Argentina            |        |
| 60 m                                       | 7.50 A            | María Victoria Woodward                                                     | 30 gennaio 2022  |                                                 | Cochabamba, Bolivia                |        |
| 200 m                                      | 24.41 A           | Noelia Martínez                                                             | 2 febbraio 2020  | Campionati sudamericani                         | Cochabamba, Bolivia                |        |
| 400 m                                      | 54.79             | Cora Olivero                                                                | 1 marzo 2003     |                                                 | Valencia, Spain                    |        |
| 800 m                                      | 2:07.32           | Carmen Arrúa                                                                | 28 febbraio 1991 |                                                 | Seville, Spagna                    |        |
| 1000 m                                     | 2:47.65           | Carmen Arrúa                                                                | 3 febbraio 1998  |                                                 | Madrid, Spagna                     |        |
| 1000 m                                     | 2:47.60 #         | Isabel Conde De Frankenberg                                                 | 20 gennaio 2024  | Officials Hall of Fame Invitational             | New York, Stati Uniti d'America    |        |
| 1500 m                                     | 4:12.95           | Fedra Luna                                                                  | 28 gennaio 2023  | Meeting Internacional de Catalunya              | [[Sabadell\| Sabadell]], Spagna    | [ 30 ] |
| Miglio                                     | 4:47.35           | Carolina Lozano                                                             | 11 febbraio 2023 | Boston University David Hemery Valentine Invite | Boston, Stati Uniti d'America      |        |
| 3000 m                                     | 8:57.59           | Fedra Luna                                                                  | 4 febbraio 2023  | Meeting de l'Eure                               | Val-de-Reuil, Francia              | [ 30 ] |
| 60 m hurdles                               | 8.47              | Beatriz Capotosto                                                           | 18 gennaio 1985  | Giochi mondiali indoor                          | Parigi, Francia                    |        |
| Salto in alto                              | 1.94 m            | Solange Witteveen                                                           | 9 febbraio 2000  |                                                 | Brno, Repubblica Ceca              |        |
| Salto con l'asta                           | 4.25 m            | Alejandra García                                                            | 6 ottobre 2004   |                                                 | Santa Fe, Argentina                |        |
| Salto in alto                              | 5.61 m (2° salto) | Aldana Zahzu                                                                | 7 febbraio 2015  |                                                 | Antequera, Spagna                  |        |
| Salto in alto                              | 5.61 m (6° salto) | Aldana Zahzu                                                                | 7 febbraio 2015  |                                                 | Antequera, Spagna                  |        |
| Salto triplo                               | 13.66 m           | Andrea Ávila                                                                | 13 marzo 1993    | Campionati del mondo                            | Toronto, Canada                    |        |
| Getto del peso                             | 15.54 m           | Jennifer Dahlgren                                                           | 14 febbraio 2004 | Virginia Tech Elite                             | Blacksburg, Stati Uniti d'America  |        |
| Getto del peso                             | 15.54 m           | Jennifer Dahlgren                                                           | 5 febbraio 2006  |                                                 | Gainesville, Stati Uniti d'America |        |
| Pentathlon                                 |                   |                                                                             |                  |                                                 |                                    |        |
| (60 m h), (alto), (peso), (lungo), (800 m) |                   |                                                                             |                  |                                                 |                                    |        |
| Marcia 3000 m (pista)                      |                   |                                                                             |                  |                                                 |                                    |        |
| Staffetta 4x400 m                          | 3:59.15           | ArgentinaMartina Escudero Valentina Polanco María Lamboglia Noelia Martínez | 20 febbraio 2022 | Campionati sudamericani                         | Cochabamba, Bolivia                |        |

ht = tempo manuale

+ = tempo intermedio durante una distanza più lunga

X = non ratificato a causa di istanza di doping

A = in altitudine

# = non ratificato ufficialmente o in attesa di ratifica

OT = oversized track